# Tchortoria
Tchortoria (ukrainien : Чортория; ukrainien : Чортория allemand : Tschortoryja, roumain : Ciortoria, polonais : Czartoria) est un village du raïon de Vyjnytsia (depuis le 17 juillet 2020, avant raïon de Kitsman (en)) dans l'oblast de Tchernivtsi

## Lieux d'intérêt

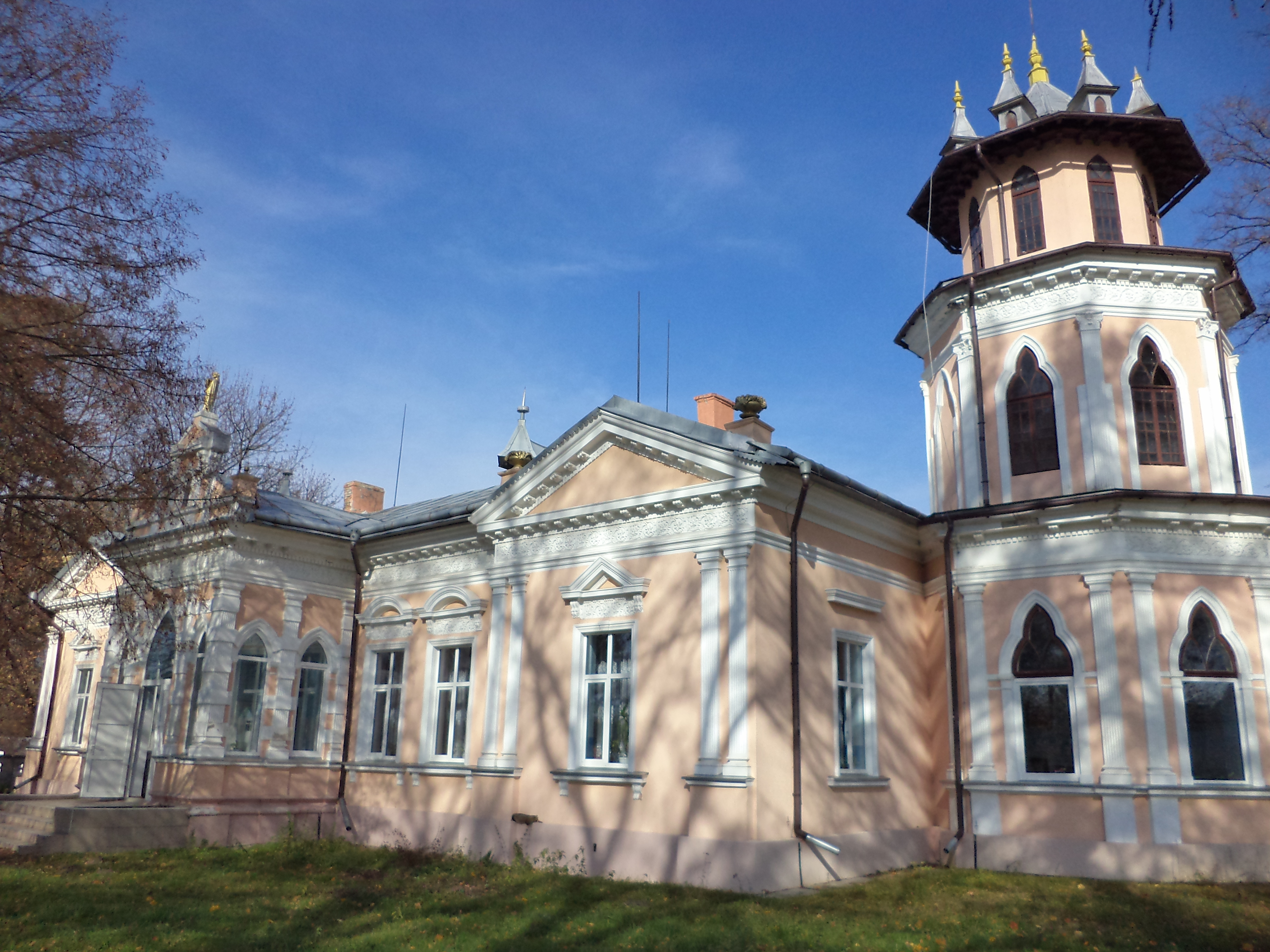
Palais Maneski, classé[1],
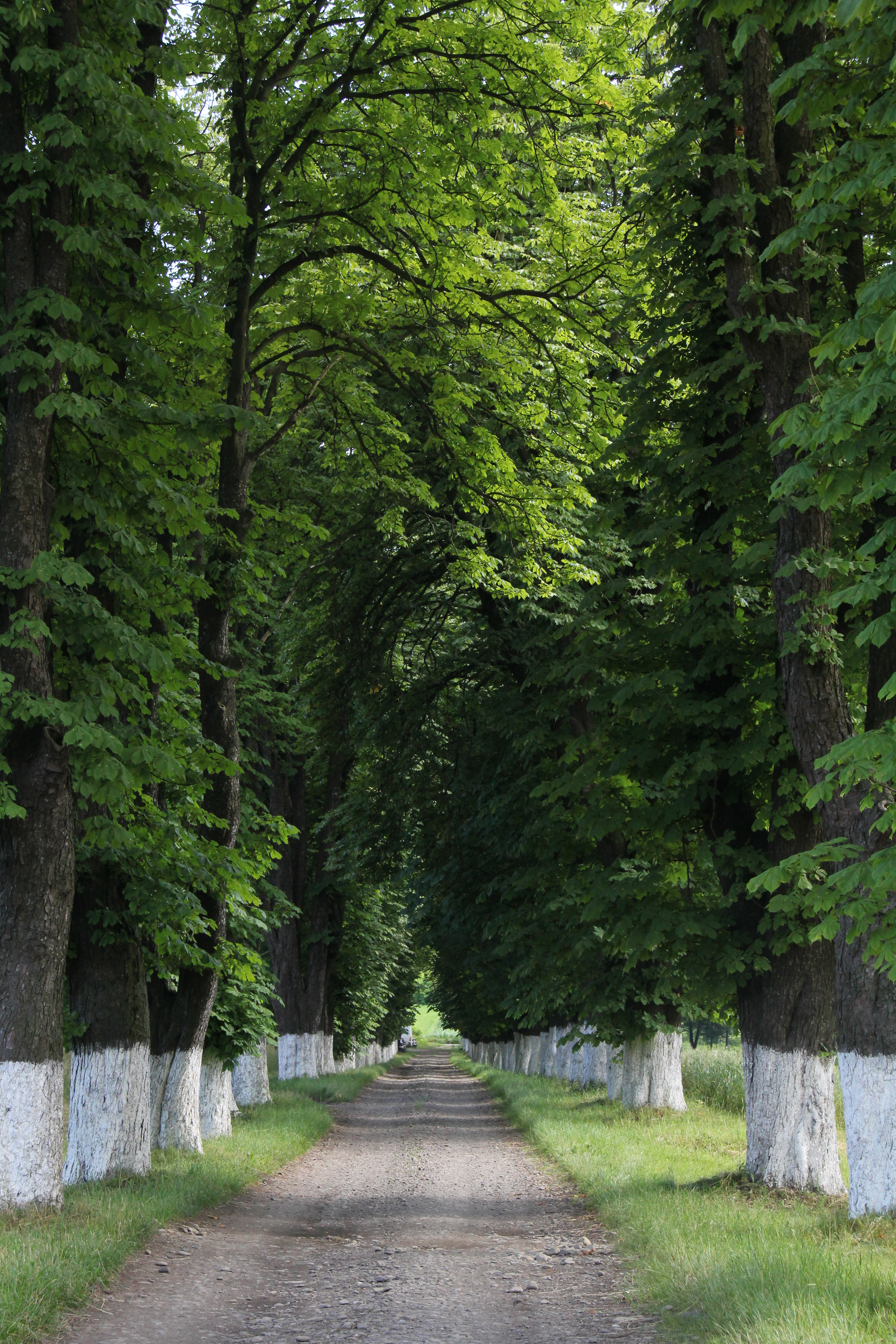
le parc, classé[2],
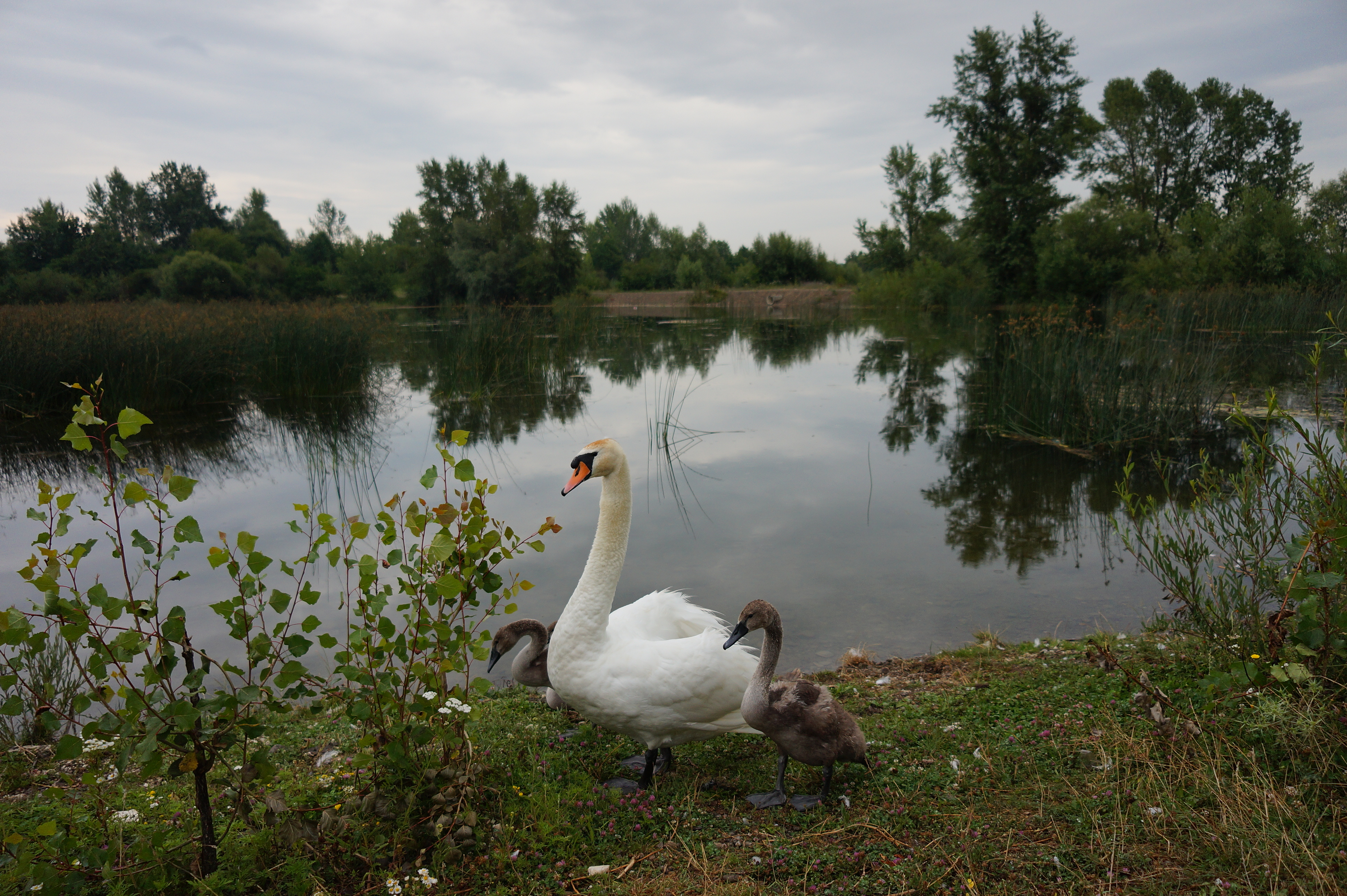
la réserve ornithologique, classée[3],

## Personnalités liées
- Ivan Mykolaïtchouk